# Éditions du Relié
Les Éditions du Relié, aussi appelées Le Relié, ont été créées en France par Yvan Amar en 1992 pour faire connaitre les enseignements spirituels contemporains vécus par différents témoins d'Orient et d'Occident.
En 1998, Yvan Amar cesse son activité éditoriale pour des raisons de santé et demande à Marc de Smedt et au Club du Livre Essentiel (Clés) de reprendre les Éditions du Relié.
Depuis 2012, c'est l'éditeur Guy Tredaniel qui dirige la Sarl.

## Histoire
Dès leur fondation en 1992, les éditions du Relié se spécialisent dans les enseignements spirituels contemporains. Elle décline ses publications en sept collections.
Marc de Smedt y a publié quelques-uns de ses livres, comme Éloge du silence (46 000 exemplaires), Techniques de méditation (42 000 exemplaires) et Paroles zen (100 000 exemplaires). 
Jacques Salomé y publie en 1999 Courage d'être soi (plus de 180 000 exemplaires), un ouvrage ultérieurement tiré à plus de 400 000 exemplaires en poche chez Pocket.
Le livre Les chants de l'île à dormir debout de l'écrivaine française Elisabeth Inandiak, publié aux éditions du Relié en 2002, obtient le prix littéraire de l'Asie 2003.
Le magazine Clés était édité par les éditions du Relié,.